# ケペシュ
ケペシュ（エジプト語：ḫpš、英語: Khopesh、発音:khepesh）は、エジプトの鎌型の剣。戦斧から発展した武器と言われている。
典型的なケペシュは50–60cmの長さになるが、これより小さい物も多数見つかっている。ケペシュの刃は、敵の盾を引っかけて剥ぎ取るようにデザインされている。この武器は晩期になると銅製から鉄製に変わっていった。
刃先は外側に向かって鋭利になっており、端まで曲がっている。ケペシュは、戦闘で使われていたエプシロン斧やそれに近い三日月型の斧から発展した。しかし、ケペシュは斧ではないと記録されている。斧ではないという事から、ケペシュは斧のように叩き切る武器ではなく、どちらかと言うとサーベルのように切りつけるタイプの剣である。ケペシュは紀元前1300年頃に使用されなくなっていった。しかし、紀元前196年の記載があるロゼッタストーンに、ある石碑にkh,p,shとのスペルがあり、"sword"と言う意味を表す限定符が書かれている事が分かった。
Shall be set up a statue..., the Avenger of Baq-t-(Egypt), the interpretation whereof is 'Ptolemy, the strong one of Kam-t'-(Egypt), and a statue of the god of the city, giving to him a sword royal of victory, ...
多くのファラオがケペシュを使用していた描写があり、王の墓からも何本も見つかっている。例えば、ツタンカーメンの墓からは2本のケペシュが見つかっている。
何本かのケペシュは、明らかに研がれていたが、多くの発掘品のケペシュは、明らかになまくらであり、研がれた形跡が無い。それ故、高貴な人物の墓で見つかったケペシュは、儀式用である可能性が高いと指摘されている。

## 画像

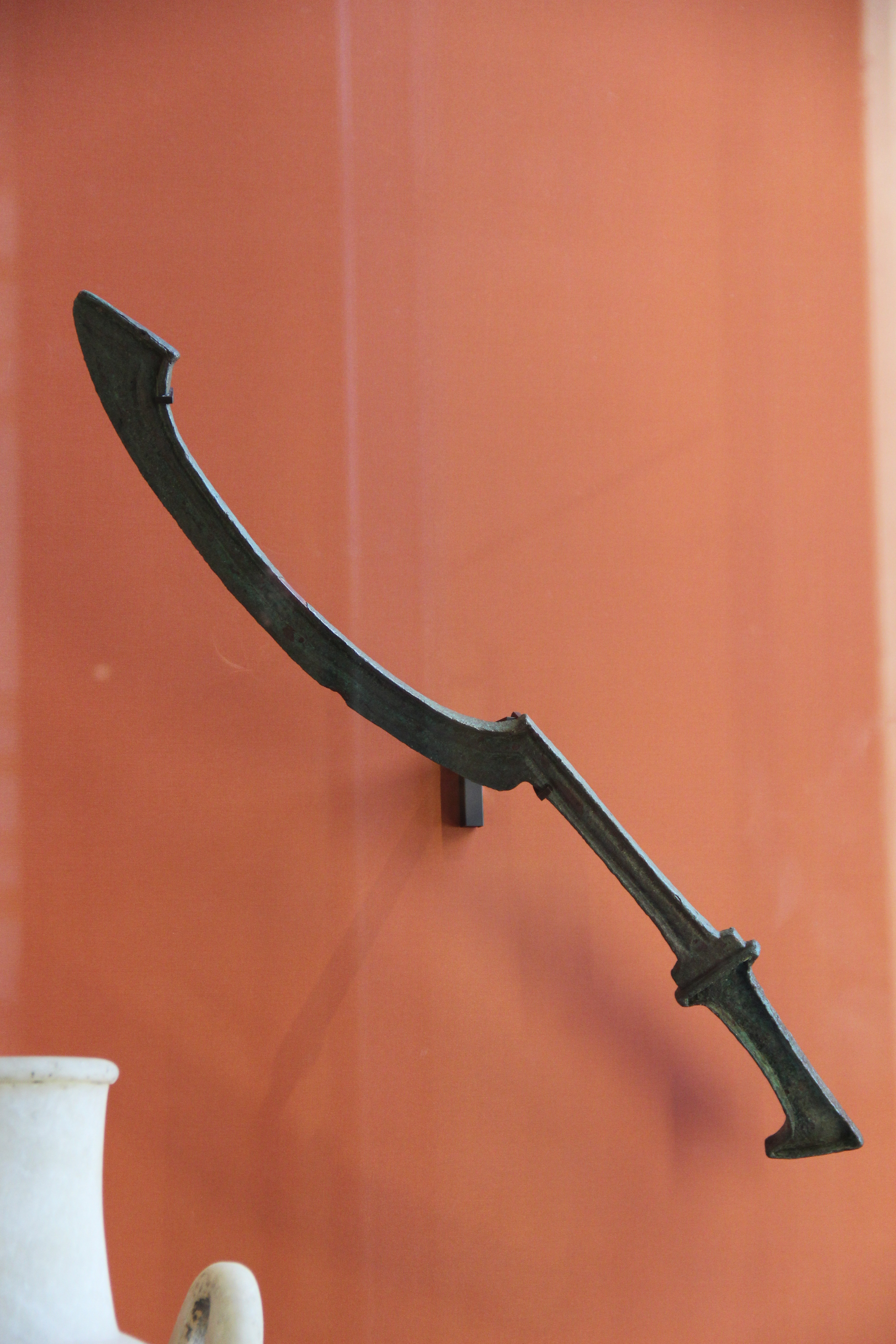
ラムセス2世のカルトゥーシュが刻まれた青銅製のケペシュ（ルーブル美術館蔵）
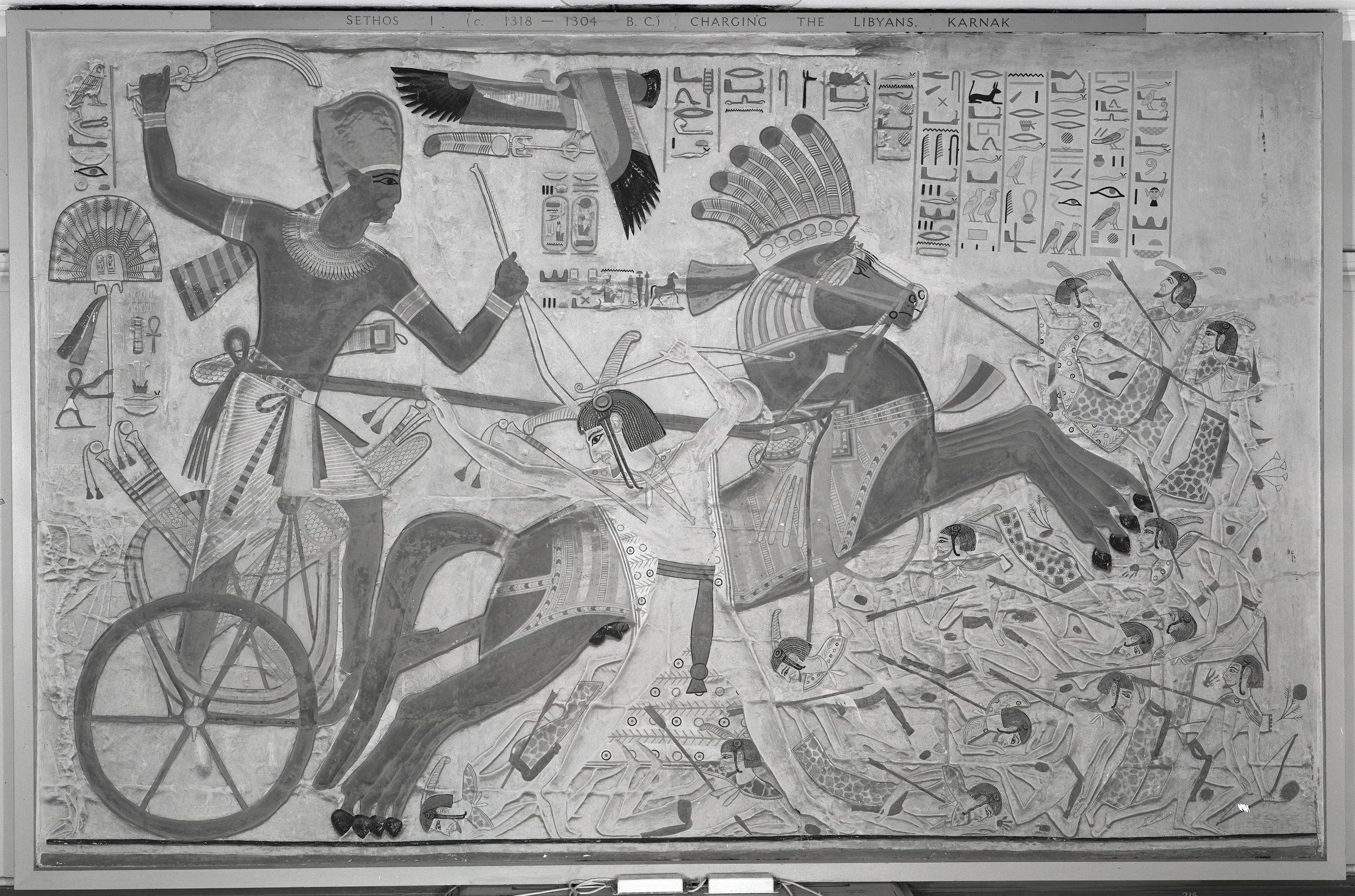
カルナック神殿に遺されたセティ1世の壁画。ケペシュを持ち、戦車で敵のリビア人を踏みつけている。
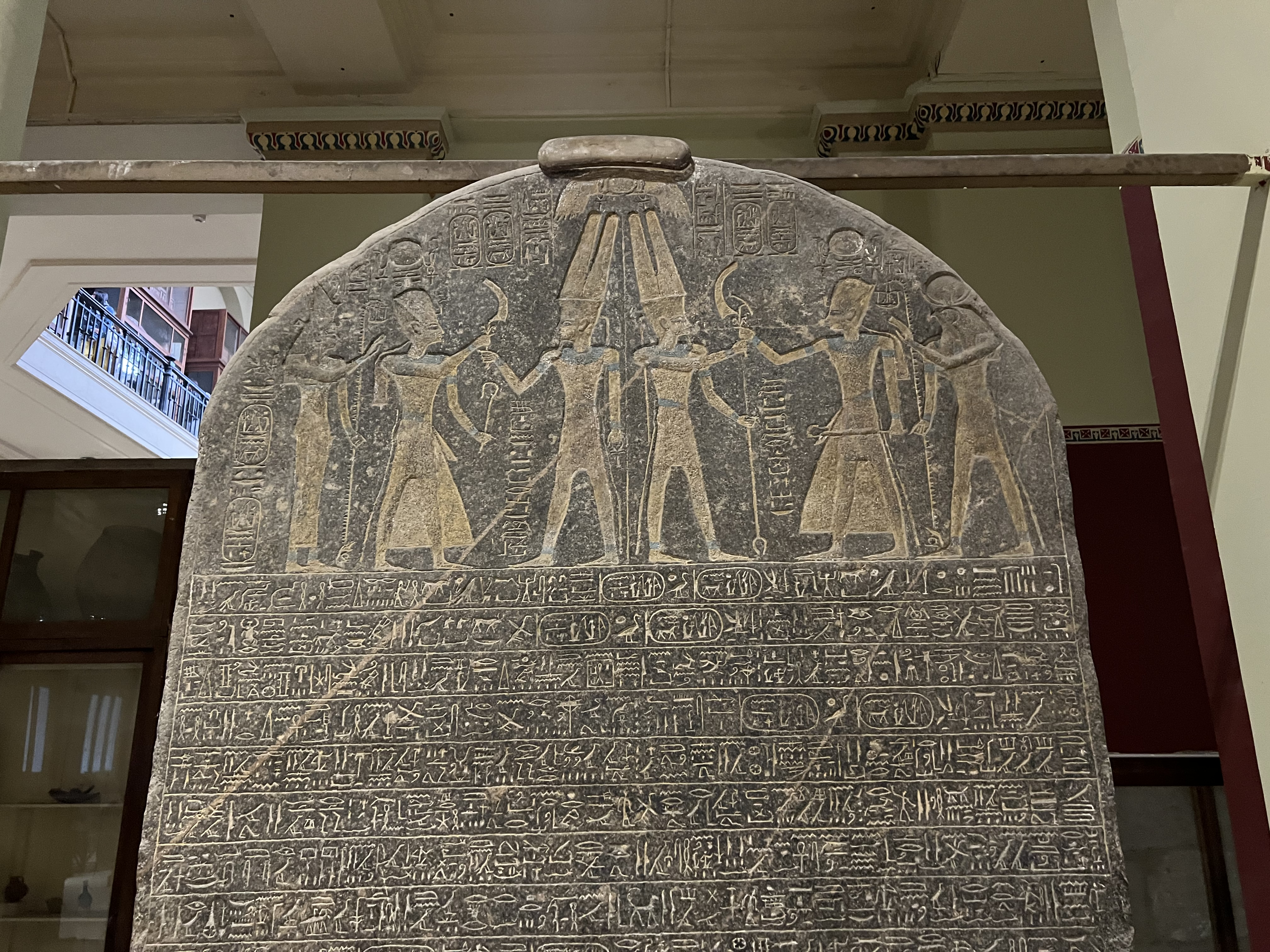
紀元前1208年にメルネプタハがリビア人に勝利した事を記念した石碑（英語版）。メルネプタハは、アメン神からケペシュを授けられている。